# Балка Медова
Балка Медова — балка (річка) в Україні у Шахтарському районі Донецької області. Ліва притока річки Севастянівки (басейн Азовського моря).

## Опис
Довжина балки приблизно 6,96 км, найкоротша відстань між витоком і гирлом — 6,12  км, коефіцієнт звивистості річки — 1,12 . Формується декількома балками та загатами.

## Розташування
Бере початок на північно-східній околиці селища Балка. Тече переважно на південний захід через село Петрівське і впадає у річку Севастянівку, ліву притоку річки Кринки.

## Цікаві факти
- Від витоку балки на східній стороні на відстані приблизно 2,42 км пролягає автошлях Т 0522[3] (автомобільний шлях територіального значення у Донецькій області. Пролягає територією Сніжнянської міськради від Савур-могили до Сніжного. Загальна довжина — 9,1 км.)

- У XX столітті на балці існували природні джерела, молочно-тваринна ферма (МТФ) та газова свердловина[2].
- У верхів'ї балки на південній стороні розташований аеродром[4].